# Gazella leptoceros
Espèce
Statut de conservation UICN

 EN C2a(i) : En danger
Statut CITES
La gazelle leptocère (Gazella leptoceros), aussi appelée gazelle de Rhim (ou Rim), gazelle des sables ou gazelle à cornes fines, se rencontre dans les régions quasi désertiques du Maroc, d'Égypte, d'Algérie, du Tchad, du Mali, du Niger, du Soudan, de Tunisie et de Libye.

## Morphologie
La gazelle leptocère, mesure environ 95 à 115 cm de longueur pour 58 à 72 cm de haut à l'épaule, et un poids de 14 à 30 kg (selon les individus). Elle arbore une robe pâle, de couleur sable qui se confond avec les milieux où elle vit. Son ventre est blanc et son dos beige fauve claire. Sa tête est blanche avec quelques marque noires, les cornes, plus fines chez la femelle, sont presque droites, mesurant de 21 à 43 cm. et le bout de la queue est noir.
Extrêmement rapide à la course, sa vitesse atteint 72 km/h en moyenne avec des pointes à 85?km/h sur de courtes distances.

## Comportement
La gazelle leptocère se déplace en groupes de 3 à 20 individus, mais on peut aussi la rencontrer en couple ou en groupes de mâles.
En raison de la chaleur extrême de son environnement, elle s'alimente surtout la nuit et au petit matin. Elle peut alors exploiter la rosée qui s'est formée sur les feuilles et le contenu d'eau dans les plantes. Comme elle boit rarement, toute l'eau nécessaire est obtenue de cette façon.
La gazelle des sables est une espèce nomade, errant les dunes à la recherche de végétation. Les mécanismes de rafraîchissement principaux sont dans son pelage blanc/sable réfléchissant et un passage nasal particulièrement adapté qui tient compte du rafraîchissement du sang.
Trompeusement à leurs apparences douces, les gazelles des sables deviennent agressives en captivité et les mâles luttent souvent avec acharnement en défendant les territoires qu'ils établissent.

## Reproduction
La gazelle leptocère à 1 à 2 jeunes par portée. Sa gestation est de 165 jours.

## Habitat
La gazelle leptocère vit dans les déserts de sable et prairies sèches d'Afrique du Nord ainsi que dans la dépression de Qattara en Égypte.

## Régime alimentaire
Elle mange différentes herbes, notamment Stipagrostis vulnerans (une graminée du genre Stipagrostis) et des feuillages d'arbustes et de buissons.

## Statut, conservation
L'espèce est classée comme « en danger » (statut EN) par l'UICN. Il en reste environ 5000. Longtemps chassée pour sa viande et ses bois, elle est désormais protégée dans les pays où elle subsiste, dans des parcs nationaux et les réserves naturelles qui tentent de la protéger de l'extinction.
Pour favoriser leur conservation, en 2024 en Libye, 7 femelles et un mâle ont été introduits dans l'ile inhabitée de Farwa.

## Photographie

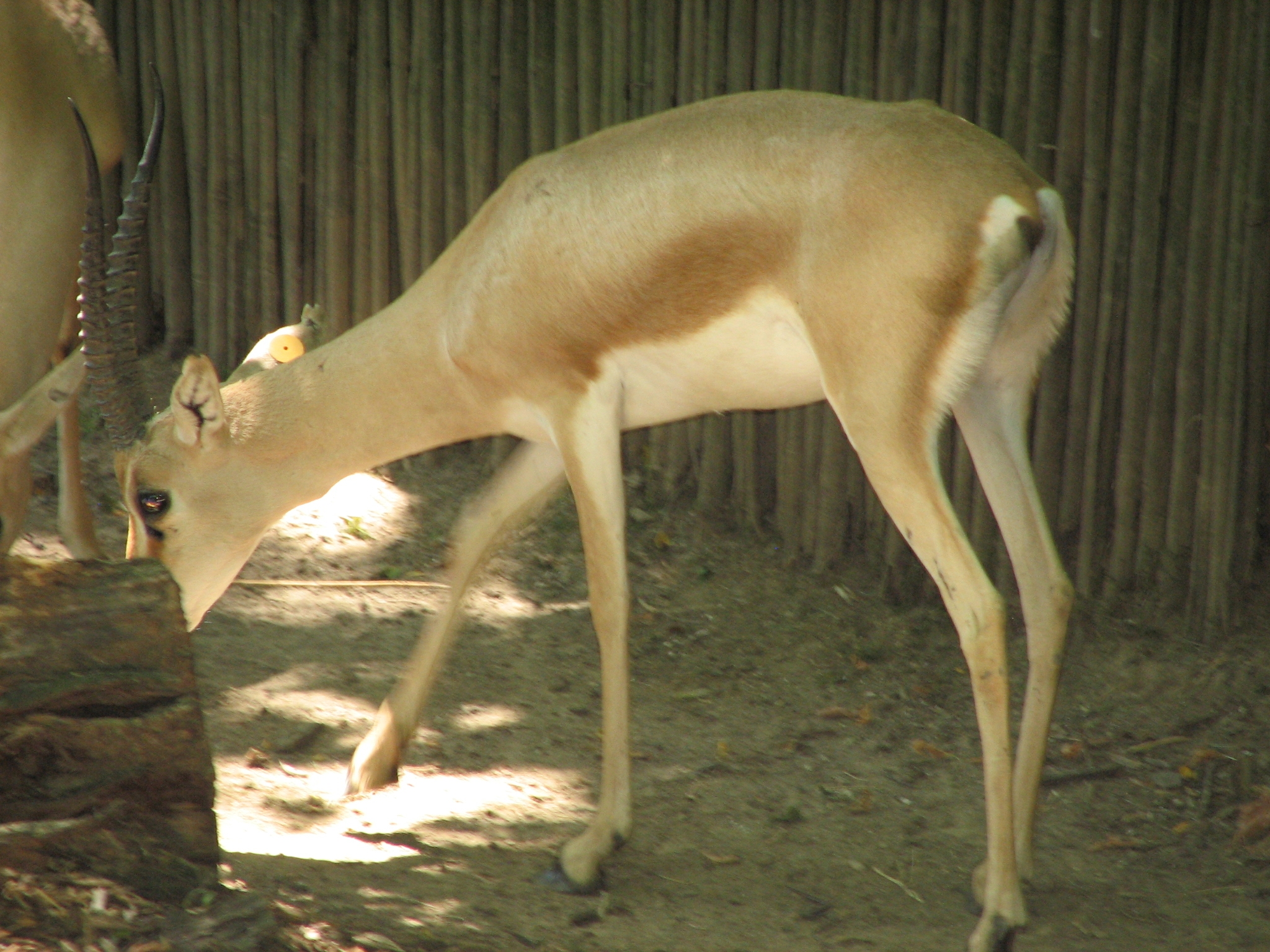
mâle en captivité
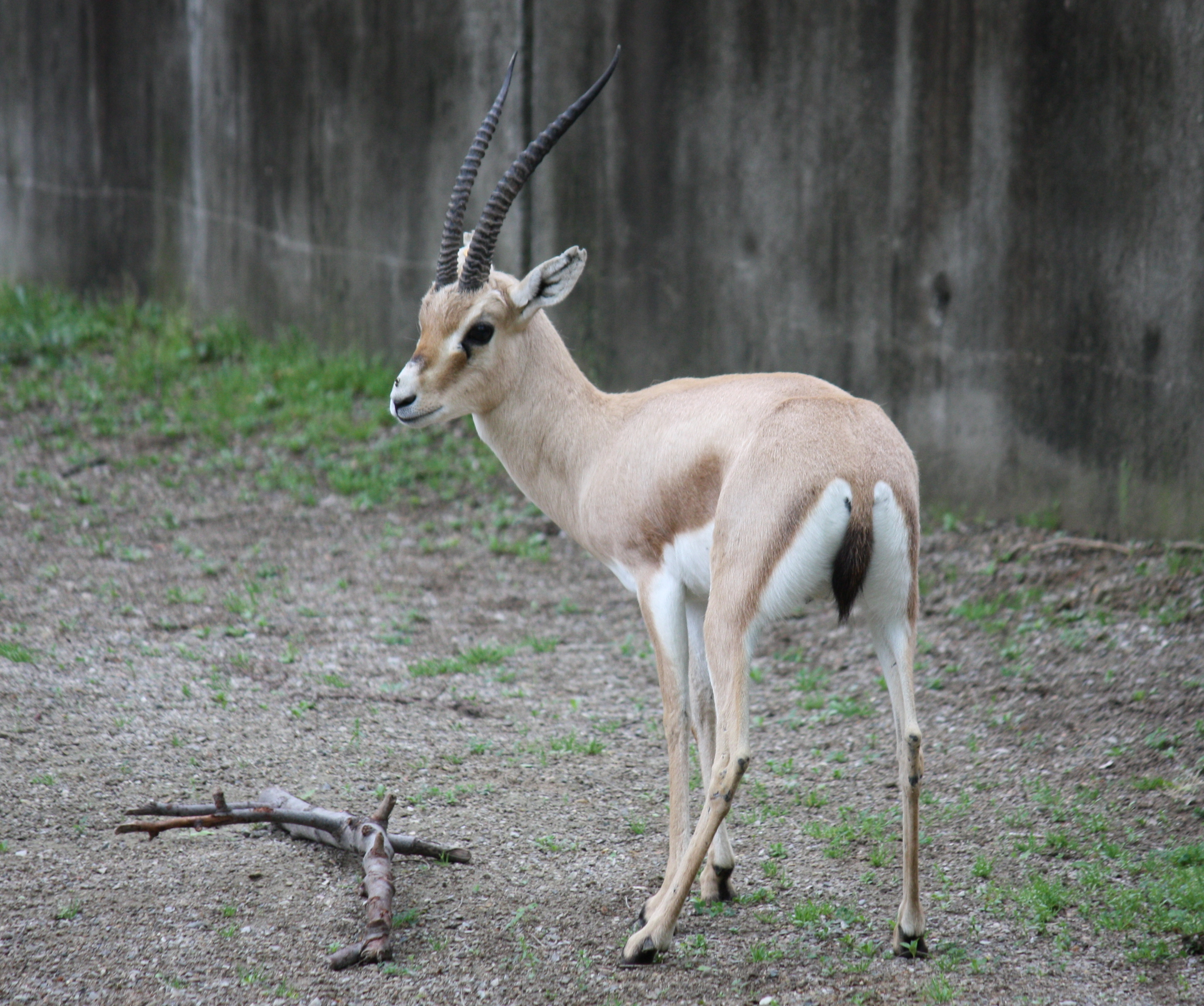
mâle en captivité
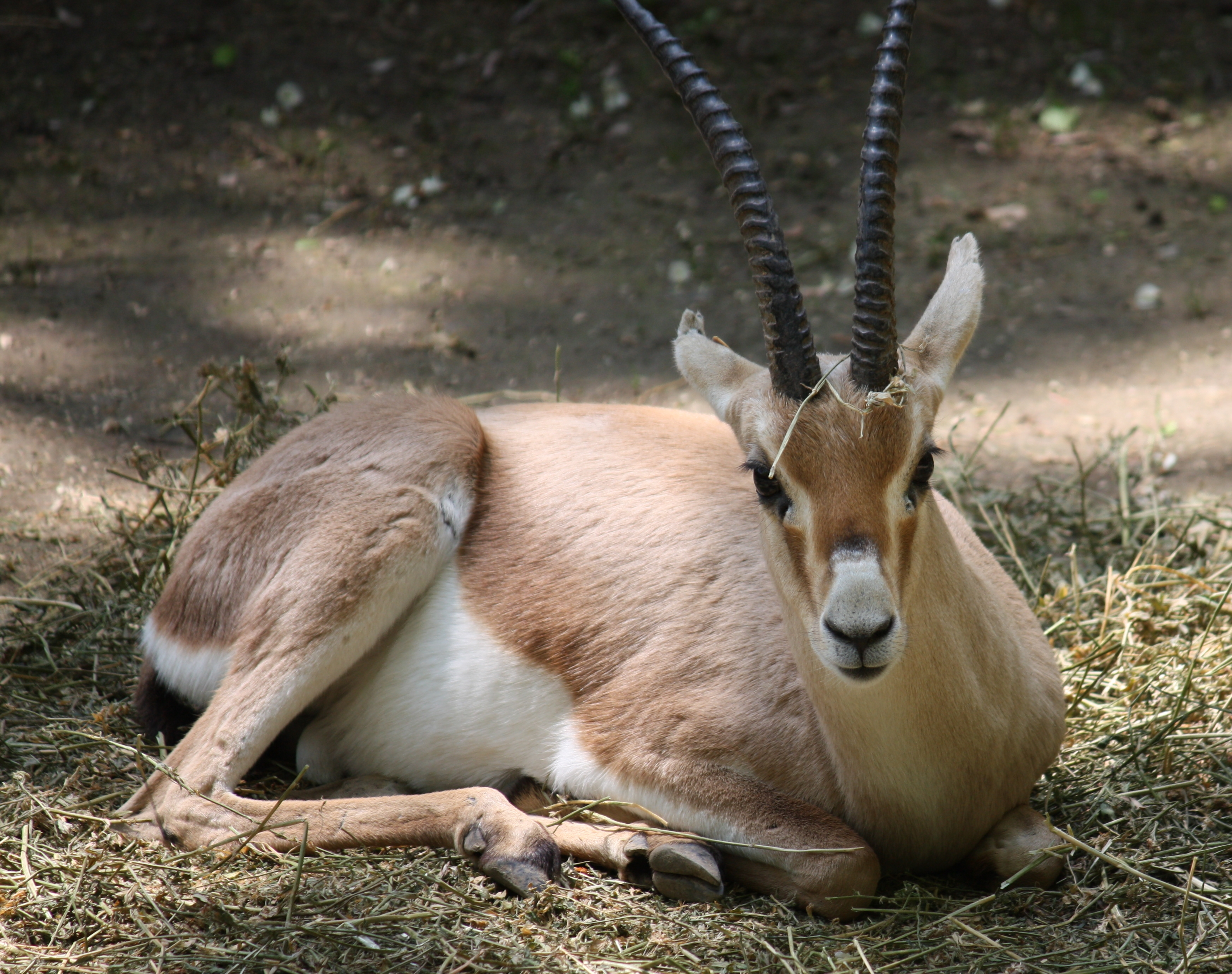
mâle au Zoo de Cincinnati
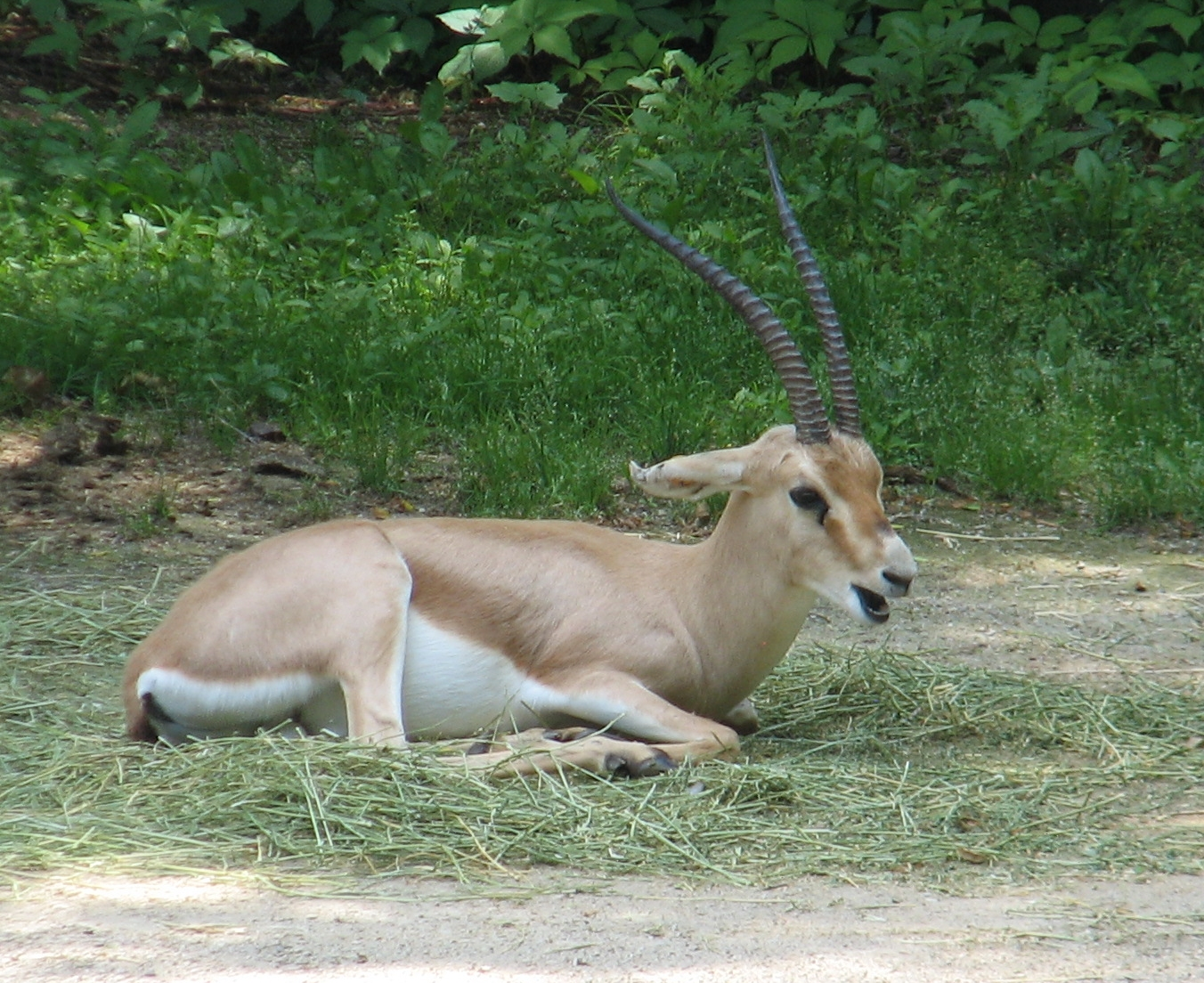
mâle en captivité